# Benjamin (Texas)
Benjamin es una ciudad ubicada en el condado de Knox en el estado estadounidense de Texas. En el Censo de 2010 tenía una población de 258 habitantes y una densidad poblacional de 94,78 personas por km².

## Geografía
Benjamin se encuentra ubicada en las coordenadas 33°35′1″N 99°47′35″O / 33.58361, -99.79306. Según la Oficina del Censo de los Estados Unidos, Benjamin tiene una superficie total de 2.72 km², de la cual 2.72 km² corresponden a tierra firme y (0%) 0 km² es agua.

## Demografía
Según el censo de 2010, había 258 personas residiendo en Benjamin. La densidad de población era de 94,78 hab./km². De los 258 habitantes, Benjamin estaba compuesto por el 93.41% blancos, el 1.16% eran afroamericanos, el 0% eran amerindios, el 0% eran asiáticos, el 0% eran isleños del Pacífico, el 3.1% eran de otras razas y el 2.33% pertenecían a dos o más razas. Del total de la población el 20.93% eran hispanos o latinos de cualquier raza.